# Holmevattnet (Hjärtums socken, Bohuslän)
Holmevattnet är en sjö i Lilla Edets kommun i Bohuslän och ingår i Göta älvs huvudavrinningsområde. Sjön är 5 meter djup, har en yta på 0,034 kvadratkilometer och är belägen 142 meter över havet.